# Wilhelm Pfaffenzeller
Wilhelm Pfaffenzeller (* 23. August 1888 in Kaufbeuren; † 18. Juni 1986 in Weilheim) war ein deutscher Politiker. Pfaffenzeller war unter anderem Abgeordneter des Bayerischen Landtages.

## Leben und Wirken
In seiner Jugend besuchte Pfaffenzeller die Realschule. 1911 wurde er Beamter bei der Bayerischen Versicherungskammer. Später arbeitete er als Brandversicherungskommissär in Günzburg an der Donau.
1924 wurde Pfaffenzeller für den Völkischen Block, eine Auffangorganisation für die nach dem gescheiterten Hitlerputsch von 1923 verbotene NSDAP, in den Bayerischen Landtag gewählt, dem er bis 1928 angehören sollte. 1925 wurde er zudem Landesschatzmeister des Nationalsozialen Volksbundes.